# 小林伸樹
小林 伸樹（こばやし のぶき、1968年5月3日 - ）は、東京都出身の元サッカー選手。ポジションはディフェンダー（DF）。

## 来歴
1987年に國學院久我山高校（同期に浦上壮史）を卒業し、國學院大學に進学。在学のまま三菱重工業サッカー部に在籍し、1シーズン所属（出場なし） の後、東京都リーグのエリースFC東京へ移籍。
1990年には「日本リーグを目指す」と勧誘されて東京ガスサッカー部（現 FC東京）でプレー。関東リーグ及び全国地域リーグ決勝大会で優勝を果たした。1991年に大学を卒業し、東京ガスに入社。社員選手としてプレーを続け、DF大熊清とセンターバックでコンビを組んだ。
1993年に退部すると社業を務めつつ、再びエリースへ。1994年の関東大会で優勝し、クラブを関東リーグへ昇格させた。
1997年、東京ガスサッカー部はJリーグ2部に参入する見通しをつけ、活動を活発化させていた。サッカー部事務局長の鈴木徳彦は、同部OBからもフロントスタッフの人材を求め、上司の鳥原光憲から了承を得て小林を抜擢。1998年より異動となり、小林はポスティングやチラシ配りを始めとする地道な営業でクラブの集客と認知度の向上に努めた。以後FC東京においても広報や試合運営を担当している。

## 所属クラブ
- 國學院久我山高校
- 1987年 - 1988年  三菱重工業サッカー部
- 1988年 - 1990年  エリースFC東京
- 1990年 - 1993年  東京ガスサッカー部
- 1994年 - 1997年  エリースFC東京
- エリースシニア

## 個人成績
日本サッカーリーグ成績 1部（1シーズン出場なし）/ 2部（1シーズン1試合出場0得点0アシスト）
- JSL（2部）初出場：1991年10月30日 第12節 対東邦チタニウム戦（厚木市荻野運動公園)